# Даріуш Міхальчевський
Даріуш Томаш Міхальчевський, псевд. Тіґер (пол. Dariusz Tomasz Michalczewski, нім. Tiger, * 5 травня 1968) — польський боксер-професіонал, чемпіон світу версії WBO, WBA i IBF у напівважкій вазі та WBO у першій важкій вазі; чемпіон Європи аматорів у напівважкій вазі. Загалом переміг 22 бійців за титул чемпіона світу. Має також німецьке громадянство.

## Любительська кар'єра
Боксом зайнявся у віці 12 років. Спортивну кар'єру розпочав у своєму рідному місті, де тренажерний зал для боксу привів його дядько. Спочатку він представляв клуб Сточньовец Ґданськ, а в період 1987-1988 Чорні Слупськ.
У 1985 році став чемпіоном юніорів Польщі у напівсередній ваговій категорії, а рік потому завоював золоту медаль молодіжного чемпіонату Польщіої молоді в першій середній вазі.
1987 року, виграв польський чемпіонат серед дорослих у першій середній вазі.
24 квітня 1988 не повернувся до Польщі з подорожі команди до Західної Німеччини. Через це був довічно дискваліфікований польським об'єднанням боксу. У липні він отримав німецьке громадянство і продовжив свою любительську кар'єру у спортивному клубі Байєр Леверкузен.
Завоював німецький чемпіонат, а потім у 1991 році у Гетеборзі став чемпіоном Європи у напівважкій вазі.

## Професійна кар'єра
У серпні 1991 року вирішив стати професіоналом і підписав контракт з Universum Box-Promotion в Гамбурзі.
16 вересня 1991 року у дебюті в професіоналах виграв з Фредеріком Портером технічним нокаутом у другому раунді .
22 травня 1993 завоював інтерконтинентальний пояс чемпіона версії IBF в напівважкій вазі після перемоги технічним нокаутом у восьмому раунді з Ноелем Маги.
10 вересня 1994 став чемпіоном світу за версією WBO, перемігши за очками в напівважкій категорії Лоренцо Барбераза.
17 грудня 1994 виграв чемпіонат світу за версією WBO в першій важкій ваговій категорії перемігши нокаутом у десятому раунді Нестора Джованніні.
13 червня 1997 року в Обергаузені переміг Вірджіла Хілла і отримав пояси чемпіона WBA та IBF у напівважкій категорії.
14 вересня 2002 Міхальчевський вперше у професійній кар'єрі бився представляючи Польщу. Цього дня переміг технічним нокаутом у десятому раунді американця Річарда Холла.
У 2002 році федерація WBO оголосила Міхальчевського «чемпіон всіх часів», і його бій проти Річарда Холла за найкращий поєдинок у 2002 році.
18 жовтня 2003 року, після дев'яти років перемог, зазнав першої поразки в професійній кар'єрі. Програв за неодноголсним рішенням суддів з мексиканцем Хуліо Сезаром Гонсалесом і втратив пояс WBO в напівважкій вазі.
26 лютого 2005 програв бій за звання чемпіона світу організації WBA в напівважкій вазі французові Фабріціо Tiozzo. Поєдинок закінчився в шостому раунді технічним нокаутом.
1 червня 2005 Даріуш Міхальчевський оголосив про свій відхід з професійного боксу.